# تام پیشزینسکی
تام پیشزینسکی (انگلیسی: Tom Pyszczynski؛ زادهٔ ۱ ژانویهٔ ۱۹۵۴) روان‌شناسی اجتماعی، اهل ایالات متحده آمریکا است. او برای ابداع مفهوم نظریه مدیریت وحشت، با دو تن از همکارانش، شلدون سولومون و جف گرینبرگ، قابل توجه است.

## نظریه مدیریت وحشت
این نظریه در این زمینه بسیار تأثیرگذار بوده است و چارچوبی برای تخصص پیشزینسکی در طیف وسیعی از موضوع‌ها، مانند روان‌شناسی وجودی، روان‌شناسی سیاسی (از جمله مسائل مربوط به جنگ و صلح) و موضوع‌های مختلف مرتبط با سلامت روان فراهم کرده است. (به عنوان مثال، کاهش حالت تدافعی، ارتقاء رشد، و درک انگیزه، اضطراب و ضربه).
نظریه مدیریت وحشت نظریه‌ای است که بر اساس نوشته‌های ارنست بکر، همراه با سایر متفکران وجودی مانند سورن کی‌یرکگارد، اتو رانک و مارتین هایدگر استوار است.
در قلب نظریه مدیریت وحشت این تصور وجود دارد که انسان‌ها دارای ظرفیت منحصر به فردی برای خودآگاهی هستند، که باعث می‌شود آنها متوجه شوند که مرگ اجتناب‌ناپذیر است.
این درک، که با نیاز غریزی افراد به حفظ خود در تعارض است، پتانسیلی برای اضطراب وجودی یا وحشت ایجاد می‌کند که بیشتر از سایر حیوانات است. برای مدیریت این پتانسیل وحشت، مردم جهان بینی فرهنگی ساخته‌اند، که یا شکل واقعی زندگی پس از مرگ (مثلاً بهشت، نیروانا) یا شکل نمادینی از تعالی مرگ (به عنوان مثال، به یاد ماندن فرد پس از مرگ) به مردم اطمینان خاطر می‌دهد.
هنگامی که مردم مطابق با استانداردهایی باشند که جهان بینی فرهنگی آنها به آنها اشاره شده است، به یک حس عزت نفس مثبت دست می‌یابند.
بنابراین، نظریه مدیریت وحشت پیشنهاد می‌کند که یکی از عملکردهای روانشناختی اصلی عزت نفس، محافظت از افراد در برابر اضطراب وجودی است.
نظریه مدیریت وحشت به صراحت فرموله شد تا برای آزمایش تجربی باز باشد. در واقع، از زمانی که نظریه مدیریت وحشت برای اولین بار در دهه ۱۹۸۰ تصور شد، این نظریه الهام بخش صدها آزمایش است که برای آزمایش ایده‌های اصلی نظریه مدیریت وحشت طراحی شده‌اند. به عنوان مثال، در حمایت از نظریه مدیریت وحشت، بسیاری از آزمایش‌ها نشان داده‌اند که یادآوری مرگ و میر به مردم (در مقابل یک موضوع کنترل خنثی یا بد) باعث می‌شود مردم با قدرت بیشتری از جهان‌بینی فرهنگی خود دفاع کنند.